# Vincenzo Ricasoli
Vincenzo Ricasoli (n. 13 februarie 1814, Florența, Franța – d. 20 iunie 1891, Porto Ercole⁠(d), Monte Argentario, Toscana, Italia) a fost un politician italian.